# دورتو
دورتو، روستایی در دهستان هپرو بخش مرکزی شهرستان باغ‌ملک در استان خوزستان ایران است. این روستا، مرکز دهستان هپرو است.

## جمعیت
بر پایه سرشماری عمومی نفوس و مسکن در سال ۱۳۹۵، جمعیت این روستا برابر با ۳۲۸ نفر (۸۳ خانوار) بوده‌است.